# Judinsalonselkä
Judinsalonselkä är en del av sjön Päijänne i Finland. Den ligger i den södra delen av landet, 170 km norr om huvudstaden Helsingfors. Judinsalonselkä ligger 74 meter över havet.